# De Hef
De Hef (niederländisch Hefbrug, deutsch Hubbrücke; offiziell Koningshavenbrug) ist eine ehemalige Eisenbahnbrücke in Rotterdam (Niederlande) auf der Bahnstrecke Breda–Rotterdam, der Hauptstrecke von Rotterdam nach Süden, also Breda, Roosendaal, und weiter nach Antwerpen und Brüssel. Sie führt vom Noordereiland über den Koningshaven in den Stadtbezirk Feijenoord und liegt parallel zur Koninginnebrug.

## Bau
Die Koningshavenbrug und die heute noch vorhandenen seitlichen Fachwerk-Einfeldträger stammen aus dem Jahr 1878. Die Mitte war als Drehbrücke ausgeführt, was sich aber als Hindernis für die Schifffahrt erwies. Nachdem am 2. November 1918 das deutsche Schiff Kandelfels die Drehbrücke von ihrem Stützpfeiler gerammt hatte, wurde die Dreh- durch eine Hubbrücke ersetzt.
Die Hebebrücke stammt von Pieter Joosting und wurde am 31. Oktober 1927 fertiggestellt. Ein Jahr später fertigte Joris Ivens einen avantgardistischen Film unter dem Titel De Brug über die Brücke. Oscar van Dillen schrieb 2007 mit seinem String Quartet 2 die Filmmusik für diesen Stummfilm.

## Unfall 1978
Einen schweren Unfall gab es 1978, als die Nedlloyd Bahrain auf ihrer ersten Fahrt von der Van der Giessen-De Noord-Werft die Brücke rammte und so den Eisenbahnverkehr für mehrere Wochen unterbrach.

## Ersatz durch Tunnel
Seit 1993 wird der alte, oberirdische Verlauf der Bahnstrecke vom Bahnhof Rotterdam Centraal über Rotterdam Blaak bis nach Rotterdam Zuid durch einen unterirdischen Verlauf durch den Willemsspoortunnel ersetzt. Dadurch wurden das Binnenrotteviaduct (auch bekannt als Luchtspoor), die Willemspoorbrug und De Hef für den Bahnverkehr überflüssig. Die beiden erstgenannten Brücken wurden abgerissen, nur de Hef ließ man als Industriedenkmal stehen, nachdem die Rotterdamer Bevölkerung gegen einen Abriss protestierte. Sie sollte als Erinnerung an der Stelle stehen bleiben, an der einst Züge Richtung Süden das Stadtzentrum Rotterdams verließen. Seit dem Jahr 2000 ist die Brücke als Rijksmonument denkmalgeschützt.

## Nachbauten im Modell
Es existieren mindestens zwei öffentlich zugängliche Modell-Nachbauten dieser Brücke: im Miniaturenpark Madurodam in Den Haag/Scheveningen im Maßstab 1:25 sowie im Museum Miniworld Rotterdam im Maßstab 1:87.